# شهرستان سرار
ناحیهٔ سرار (به عربی: مدیریة سرار) یک ناحیه در یمن است که در استان ابین واقع شده‌است.
ناحیهٔ سرار ۱۵٬۰۹۳ نفر جمعیت دارد.